# Sven Olof Persson
Sven Olof Persson, född 17 augusti 1955, är en svensk TV-producent, programpresentatör och speaker. Persson började som programpresentatör på TV2 och Sveriges Radio på 1980-talet och har sedan dess bl.a. varit återkommande speakerröst på SVT samt även arbetat som trailerproducent och sändningsledare, varit producent för Nöjesmagasinet 900 sek med Pontus Gårdinger under 90-talet och även arbetat redaktionellt med Melodifestivalen (1992/1994/1999) Grammisgalan m.m. Persson har vidare under 2000-talet arbetat med produktioner som Plus, Hjärnstorm, Toppform, Tillsammans för Världens barn, Radiohjälpen hjälper, Kronprinsessan Victorias fond, Humorgalan ,Tillsammans mot cancer , Fyraåringarna på äldreboendet , Stjärnorna på slottet samt livsåskådningsprogrammen Den enda sanna vägen, Meningen med livet med Anna Lindman. Han har även haft redaktörsuppgifter vid SVT:s sändningar av kungliga bröllop, dop och födelsedagar. För programmet Gokväll har Persson bl.a. gjort reportageserierna En stad, en historia, Glömda brott med Niklas Långström SchlagerpärlorSvenska komedienner samt, tillsammans med Christopher O’Regan, Kampen om kronan och 1809. Han har även varit speakerröst i många sammanhang, bland annat för dokumentärer som Familjen Bonnier och Wallenbergs och under sändningar som Idrottsgalan och Kristallen. Persson är även ”hallåröst” mellan programmen i SVT1 och SVT2.

## Källhänvisningar
1. ↑  Sweden, Sveriges Television AB, Stockholm. ”Stjärnorna på slottet – Marianne Mörcks dag”. https://www.svtplay.se/video/16408422/stjarnorna-pa-slottet/stjarnorna-pa-slottet-sasong-12-marianne-morcks-dag. Läst 20 april 2022.
2. ↑  Sweden, Sveriges Television AB, Stockholm. ”Schlagerpärlor”. https://www.svtplay.se/schlagerparlor. Läst 20 april 2022.